# Love faces
Love faces es una película de suspenso y drama ugandesa escrita y dirigida por Usama Mukwaya. Es el debut como director de largometrajes de Mukwaya y está protagonizado por Laura Kahunde, Moses Kiboneka Jr., Patriq Nkakalukanyi y Salome Elizabeth. Tuvo una proyección especial el 31 de agosto en el Festival de Cine de Uganda de 2017. Se estrenó oficialmente el 4 de enero de 2018.

## Sinopsis
Sherry decide romper con su amor de toda la vida, Joshua. El mejor amigo de Joshua, Salim, interviene pues quiere que hagan las paces. María, la compañera de trabajo de Sherry, aparece para ayudarla a mudarse. Cuando María y Salim están fuera, un ladrón irrumpe en la casa con Joshua y Sherry adentro.

## Elenco
- Laura Kahunde como Sherry
- Moses Kiboneka Jr. como Joshua
- Patriq Nkakalukanyi como Salim
- Salome Elizabeth como Maria
- John Iwueke como Zed
- Vince Drey como Jalo

## Producción
El rodaje inició en septiembre de 2016. Fue filmada íntegramente en Kampala, Uganda. Usama se asoció nuevamente con Laura Kahunde (Hello) y Patriq Nkakalukanyi (Tiktok) junto al debutante actor Moses Kiboneka Jr., quien reemplazó a Michael Wawuyo Jr. debido a un horario conflictivo. Los actores Raymond Rushabiro y Allen Musumba también hicieron apariciones especiales. La película incluye canciones originales de Lary Chary, A Pass, Sheebah Karungi y Ykee Benda en la banda sonora.